# Nongae
Nongae o Joo Nongae (Hangul: 주논개, Hanja: 朱論介) (3 setembre 1574 – 1593) era una kisaeng de Jinju de finals de segle xvi, nascuda a Jangsu, província de Jeolla. Ha estat presentada i celebrada com un dels exemples de contribucions personals que van fer les dones coreanes en els esforços de guerra.

## Vida

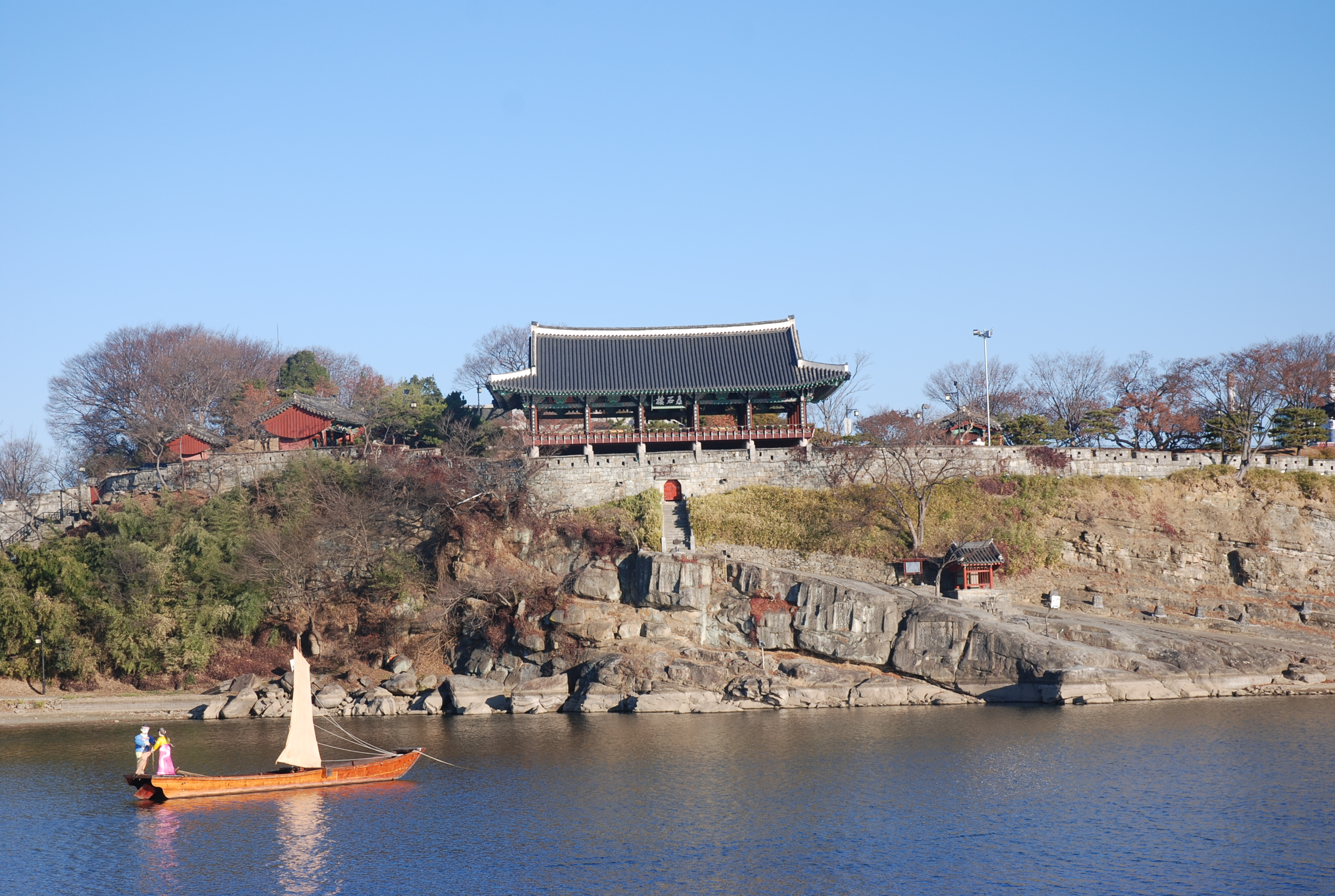
Pavelló Choseokru i Riu Nam

Joo Nongae va néixer al clan Sinan Joo. Va ser una filla tardana i tenia només 4 anys quan el seu pare va morir. Va ser confiada a Joo Dal-mu (hangul: 주달무), mentre el seu oncle va conspirava per aconseguir la seva custòdia amb la intenció de casar-la amb Kim Bu-ho (hangul: 김부호, Hanja: 金富豪) per 50 sacs d'arròs. La seva mare aviat se'n va assabentar, la va robar i totes dues van fugir de la casa del seu oncle cap a Gyeongsang, però van ser capturades el 1579 i van ser processades pel seu oncle. El judici de la seva mare va ser supervisat per l'oficial de la província Choi Gyeong-hwi del clan Haeju Choi (Hangul: 최경회, Hanja: 崔慶會), que la va considerar innocent. Joo Nongae i la seva mare van ser alliberades i se'ls va permetre viure en una residència a Hyeongam. Quan Nongae va tenir 17 anys, es convertí en la seva tercera esposa, rebent el títol de "Dama Uiam del clan Sinan Joo" (Hangul: 의암부인 신안 주씨, Hanja: 義巖夫人 新宺新氏) i va viure. a casa seva on va tenir un fill.
Quan la Guerra Imjin esclatà el 1592, Choi començà a reclutar i entrenar soldats a Udo, Jeolla, feina en la qual Nongae col·laborà activament.
El 1593, les forces japoneses van envair la península de Corea a la guerra d'Imjin, fet durant la qual morí el marit de Nongae. Poc després, els japonesos van tenir èxit en la invasió de la fortalesa de Suyeong. Per celebrar la victòria, els soldats van obligar a totes les kisaeng, animadores femenines, a servir-los al pavelló Choseokru en un penya-segat que dominava el riu Nam. Nongae va ser requerida per entretenir els generals japonesos victoriosos al costat de les altres kisaeng. Nongae es va situar a la roca escarpada sota el Choseokru, la qual cosa va fer que tots els soldats japonesos no gosessin creuar fins que ho va fer el general Keyamura Rokusuke (毛谷村六助). Quan es van trobar cara a cara, intentà convencer-la per a que baixés de la roca. Ella somrigué i el va conduir fins a la vora del penya-segat, on el va abraçar, va creuar els dits amb anells que la tancaven al seu voltant i es va llançar al riu, arrossegant al general amb ella i causant la mort dels dos.
Va morir als 20 anys. Segons la llegenda es va sacrificar no només per venjar l'assassinat del seu marit, sinó també per amor al seu país. Tanmateix, aquesta història és molt dubtosa i és molt probable que s'hagi originat a partir del Nongae i Gyewolhyang (1962) de Park Jonghwa (Hangul: 박중화, Hanja: 朴鍾和).

## Després de la mort
El 1846, Jong Joo-seok (Hangul: 중주석) de Jangsu Hyeongam va construir un memorial en honor a la integritat de Nongae. Va ser designat com a Monument Local núm. 46 el 1955.
La roca des de la qual va saltar ha arribat a ser coneguda com Uiam (Hangul: 의암, Hanja: 義巖), "la Roca de la Justícia".

## Memorials

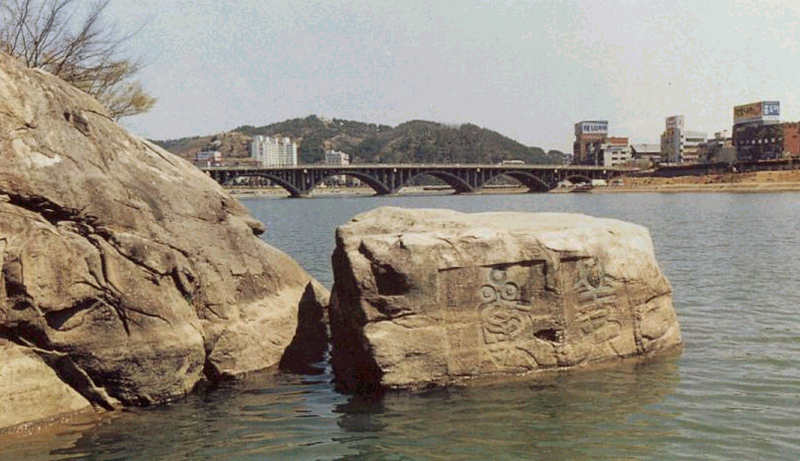
Uiam

Els memorials per a Nongae van començar l'any 1868, durant el cinquè any de regnat del rei Gojong, amb proves que es troben al registre Gyobang Gayo escrit per un funcionari local, Jeong Hyun-Seok (hangul: 정현석, 鄭顯奭). Es diu que el festival anomenat Uiam Byeolje tenia lloc cada juny per a honrar el seu esperit. Actualment, hi ha un santuari a la memòria de Nongae prop de Chokseokru, al centre de Jinju. Al voltant de la fortalesa, des de l'any 2002, se celebra el festival Nongae cada maig per honrar i preservar la memòria del seu esperit patriòtic.
El retrat de Nongae pintat per Kim Eun-ho s'havia guardat a la fortalesa de Jinju, mentre que el seu dibuix va ser destruit per un grup civil local que argumentava que el pintor Kim era un dels artistes projaponesos de renom durant el període colonial. El govern regional decidí incorporar una pintura més recent l'any el 2008.